# 나노리
나노리(일본어: 名乗り)는 다음과 같은 뜻이 있다.
1. 일본 한자어의 독음중 일반적인 독음이 아닌, 인명/지명 읽기에만 한정되어 사용되는 특수한 읽기를 말한다.
2. 전투에서 관례적으로 무사가 자신이 누구임을 밝히는 것(문자 그대로 '이름을 대는 것')을 말한다.

## 인명과 지명에서의 나노리
일본어에서 인명/지명에 쓰이는 한자는 보통 일반적인 음독과 훈독을 사용하나 인명이나 지명에서만 한정되어 사용되는 것이 있다. 예를 들어 여성의 인명으로 쓰인 希를 노조미(のぞみ)로 읽거나, 飯을 이이(いい)로 읽는 것등이 여기에 해당한다. 지명이자, 성이기도 한 飯田(いいだ, 이이다)의 경우는 나노리와 일반 훈독이 함께 쓰인 경우다. 대개 나노리로 사용되는 읽기는 그 한자의 의미와 관련이 있는 것이 많고, 예전에 나노리가 일반적인 읽기로 쓰였을 흔적일 수도 있다. 나노리는 일본어의 음독이나 훈독이 그렇듯이 그 읽는 방법이 여러 개인 경우가 많아서, 후리가나가 없을 경우, 어떻게 읽는지 알기 어려울 수도 있다. 이 때문에 일본에서는 한자로 적힌 이름의 읽는 법을 물어보는 것이 실례가 아니며, 읽는 법을 묻지 않고 잘못 읽었을 경우가 오히려 실례라고 할 수 있다.

## 전투에서의 나노리
전투에서 나노리(名乗り)란 무사가 싸우기 전 적과 아군에게 자신의 성명, 신분, 가족관계 등을 밝히며 배경, 전공, 싸움에 대한 자신의 주장과 정당성 등을 큰 소리로 외치는 것이다. 무사의 예법상 ‘나노리’ 중에는 공격하지 않는다. 전장에서는 자신의 용맹함과 전공을 선전하기 위해서, 또는 아군의 사기를 높이기 위해서, 적의 사기를 꺾거나 도발하기 위해서도 행해졌다.